# Famille de La Tour-Landry
Pour les articles homonymes, voir Famille de La Tour.
La famille de La Tour-Landry est une ancienne famille féodale originaire d'Anjou. Elle s'est éteinte au tournant du XVIe siècle dans la maison de Maillé, qui a ajouté son nom au sien après un mariage en 1494.

## Origine
La famille de La Tour-Landry tient son nom du fief de la Tour-Landry, près de Cholet, dans l’actuel département de Maine-et-Loire. Un certain Landricus Dunensis fit construire la tour qui a donné son nom à la famille et qui est mentionnée dans un cartulaire du XIe siècle.

## Histoire
L'auteur de la filiation suivie est Geoffroi Ier de La Tour-Landry, décédé vers 1391, père de Geoffroi II de La Tour-Landry, marié en 1353 avec Jeanne de Rougé.
Par alliance vers 1430 avec Jeanne Quatrebarbes, Louis de La Tour-Landry, petit-fils du précédent, pris possession en Mayenne des terres d'Ampoigné, la Motte-Sorchin, etc.
Françoise de La Tour-Landry, petite-fille de Louis, héritière de sa famille, épousa le 30 juillet 1494 Hardouin X de Maillé, seigneur de Benais, et transmit à sa descendance le nom et la terre de la Tour-Landry.

## Armes
Dans l'église d'Ampoigné, sur une arcade ogivale donnant entrée au chœur, on voit des armes : D'or à la fasce de gueules bretessée et muraillée de sable. Mais lors du mariage de Françoise de La Tour-Landry et de Hardouin de Maillé le 30 juillet 1494, celui-ci s'engagea à prendre les armes de La Tour-Landry : D'or à une fasce de gueules crénelée de 3 pièces et maçonnée de sable. Le roi releva le sire de Maillé de cette obligation après la mort de ses frères, mais ses descendants se nommèrent Maillé de La Tour-Landry.
On trouve un Latour Landry portant D'or à la fasce bretessée de gueules dans le dictionnaire héraldique de Ch. Grandmaison (1861). La famille citée est localisée en Lorraine, toutefois l'analogie de nom et de blason semble difficilement pouvoir être le fruit du hasard.

## Personnalité
- Geoffroi II de La Tour-Landry († entre 1402 et 1406), marié en 1353 avec Jeanne de Rougé, dont la célébrité tient à son Livre pour l'enseignement de ses filles paru au XIVe siècle (aussi appelé Livre du Chevalier de la Tour Landry), un traité d’éducation morale destiné à ses filles, qu'il composa de 1371 à 1373.